# Kanonenteichanlage

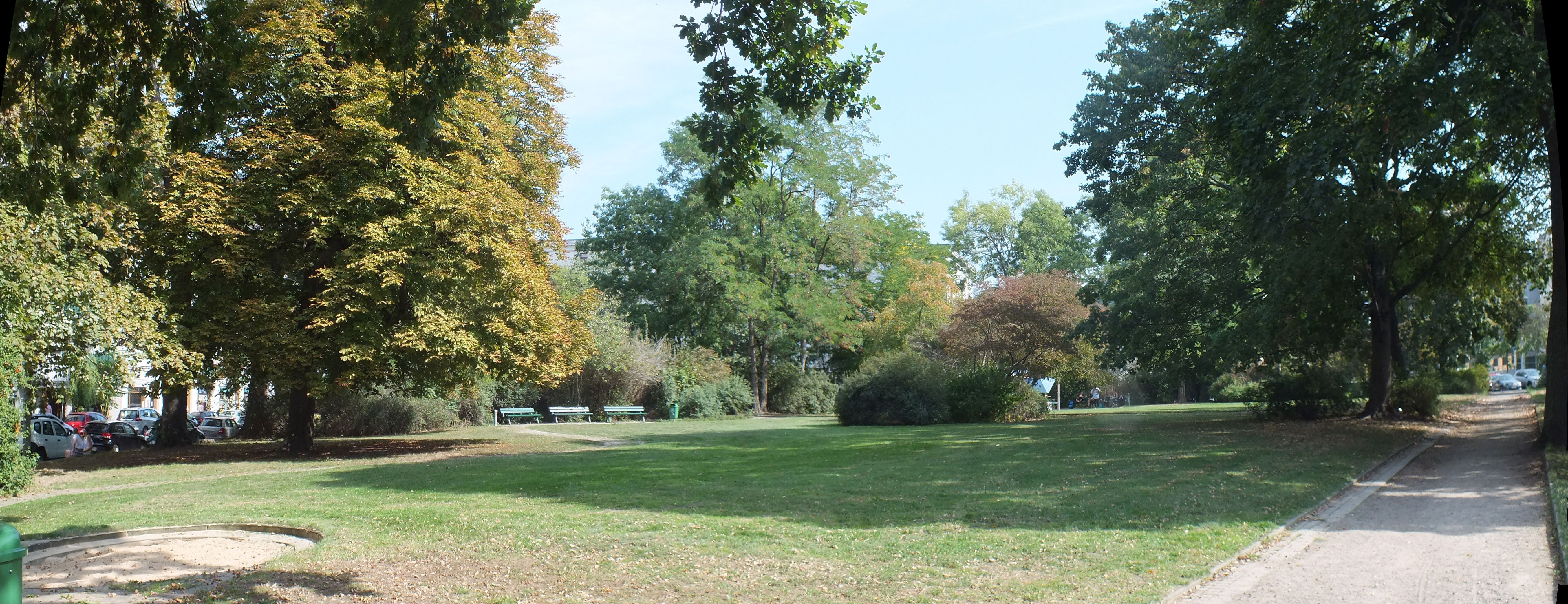
In der Kanonenteichanlage (2020)

Die Kanonenteichanlage (zeitweise fälschlich auch Ulepark) ist eine Grünanlage an der Liebigstraße im Leipziger Ortsteil Zentrum-Südost. Sie steht unter Denkmalschutz. Ihr Name geht auf einen bis in die 1860er Jahre hier vorhandenen Teich zurück.

## Lage und Gestaltung
Die Kanonenteichanlage belegt ein leicht nach Süden ansteigendes trapezförmiges Gelände von 0,8 Hektar. Sie wird begrenzt, von Norden im Uhrzeigersinn beginnend, von der Brüderstraße, der Talstraße, der Liebigstraße mit den Bauten des Universitätsklinikums und im Westen dem Gebäude des Anatomischen Instituts der Universität Leipzig.

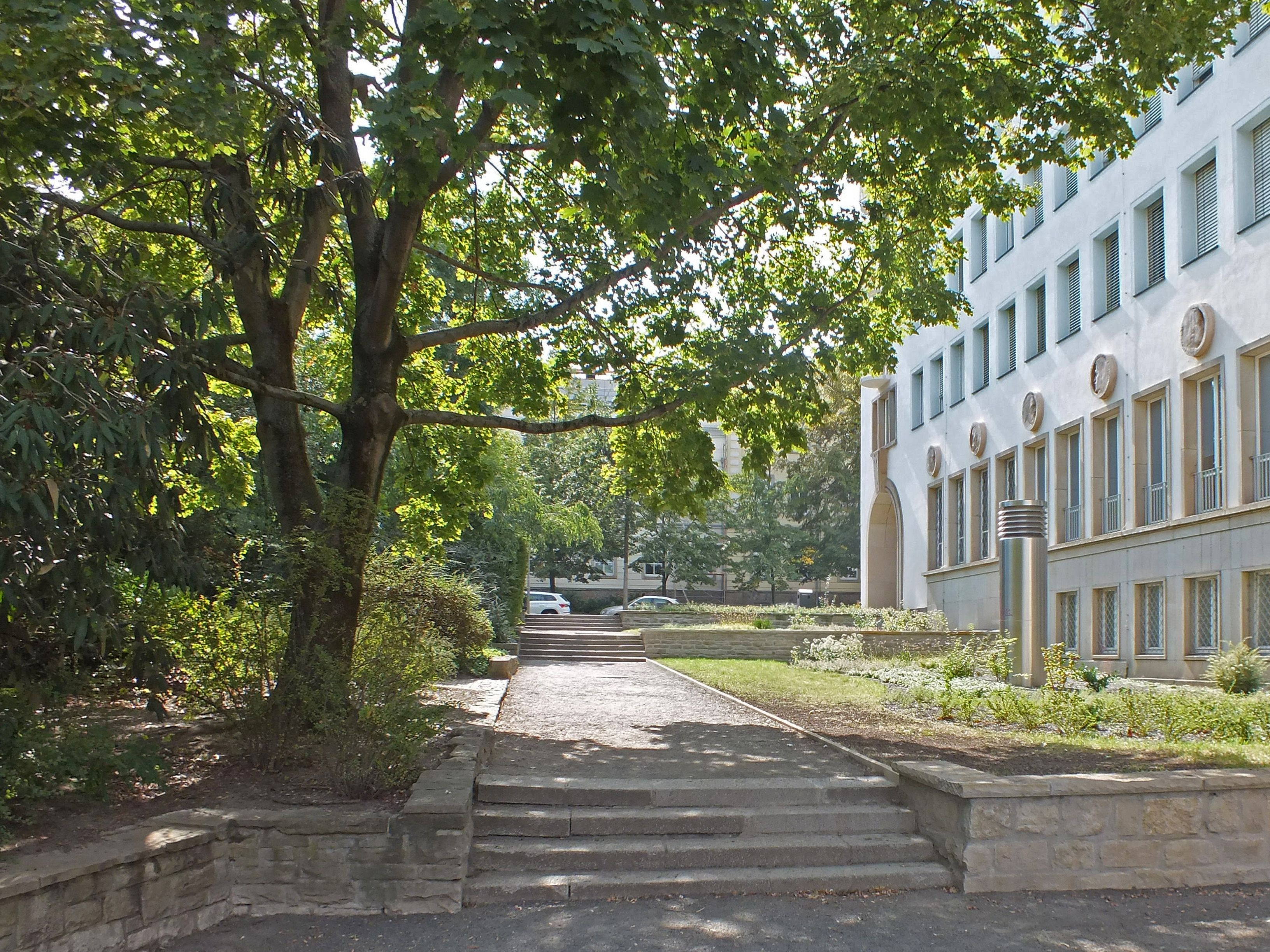
Treppenanlage an der „Anatomie“ (2020)
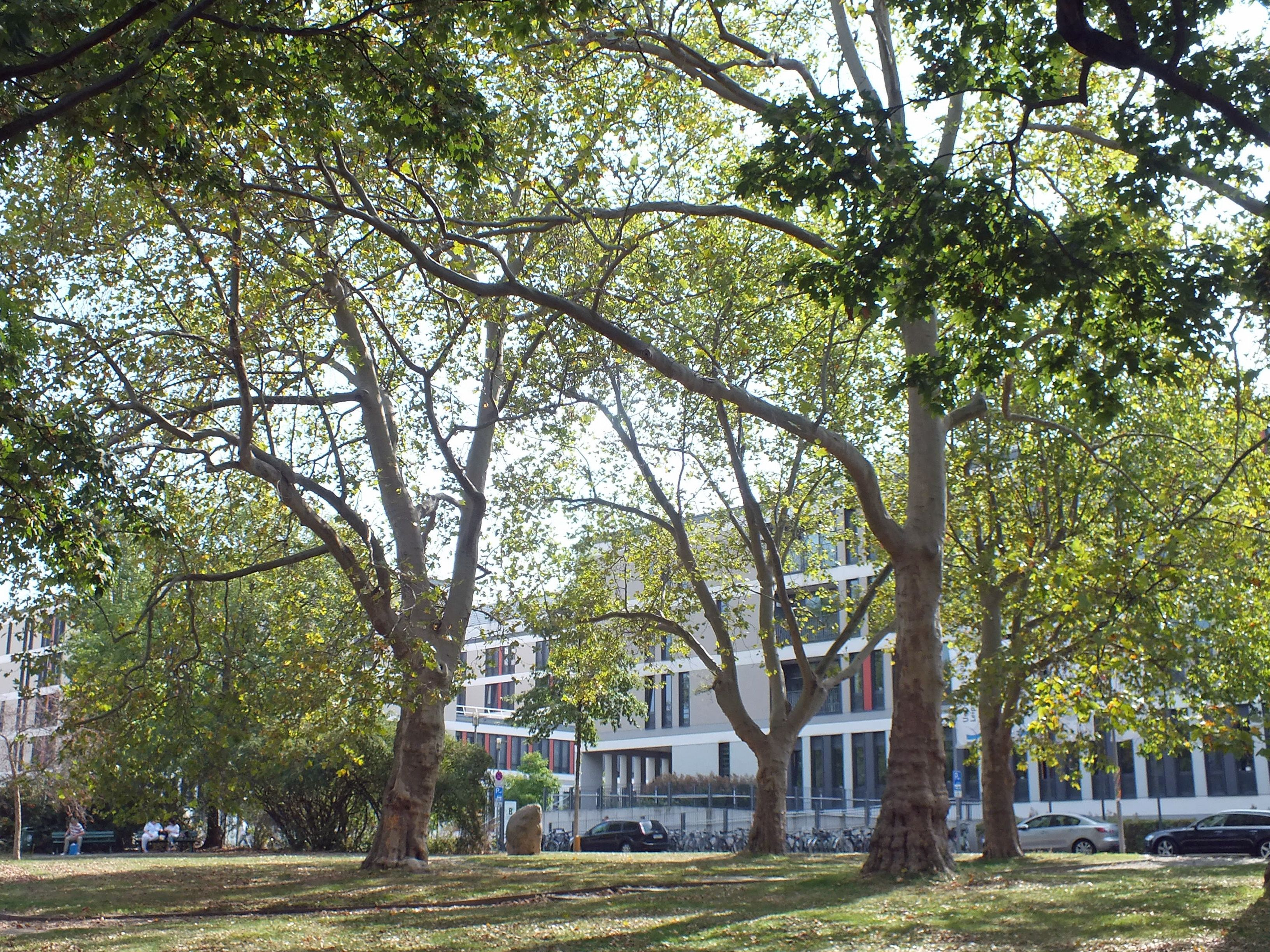
Alte Platanen vor der Liebigstraße (2020)
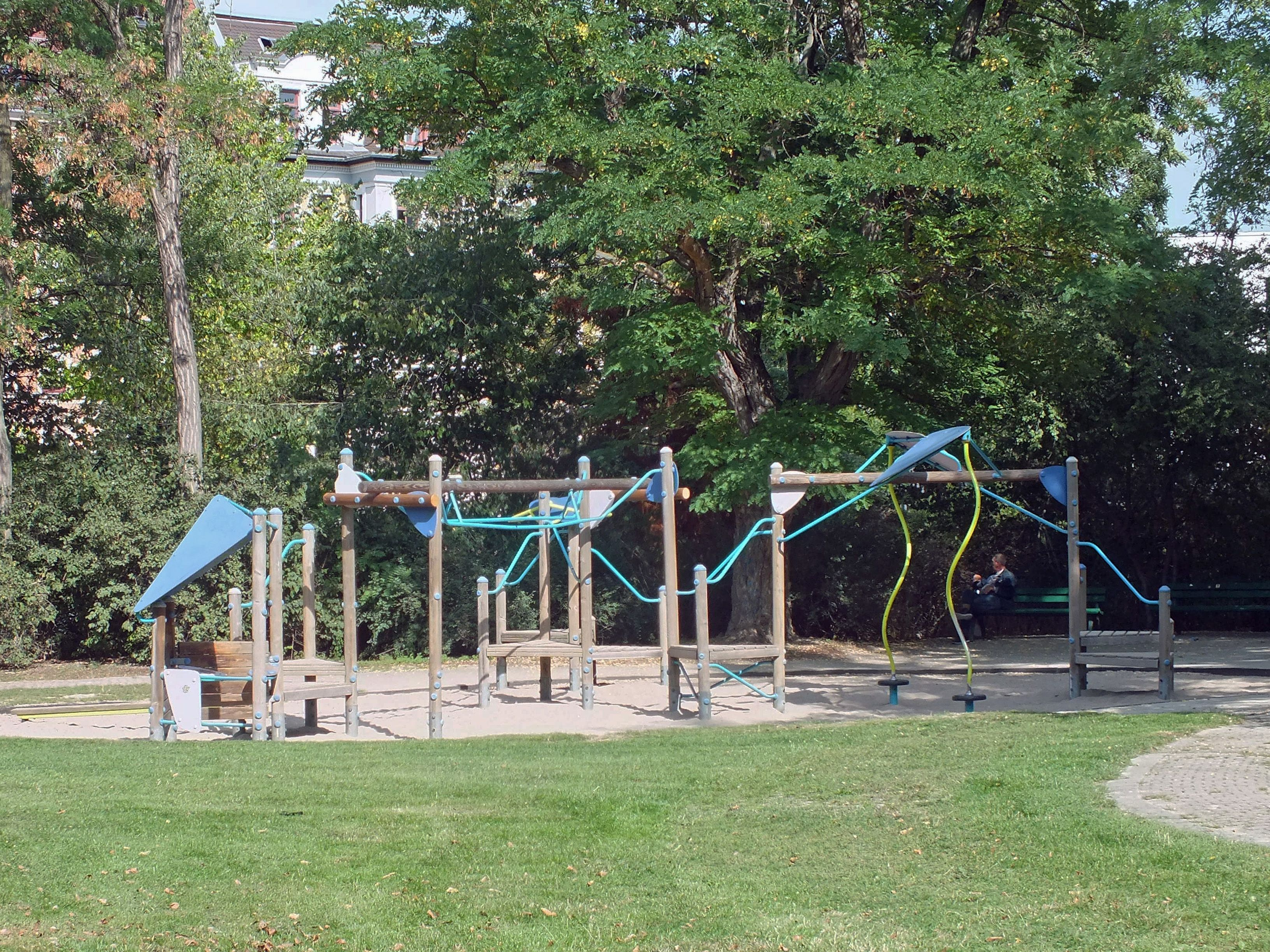
Kinderspielplatz (2020)
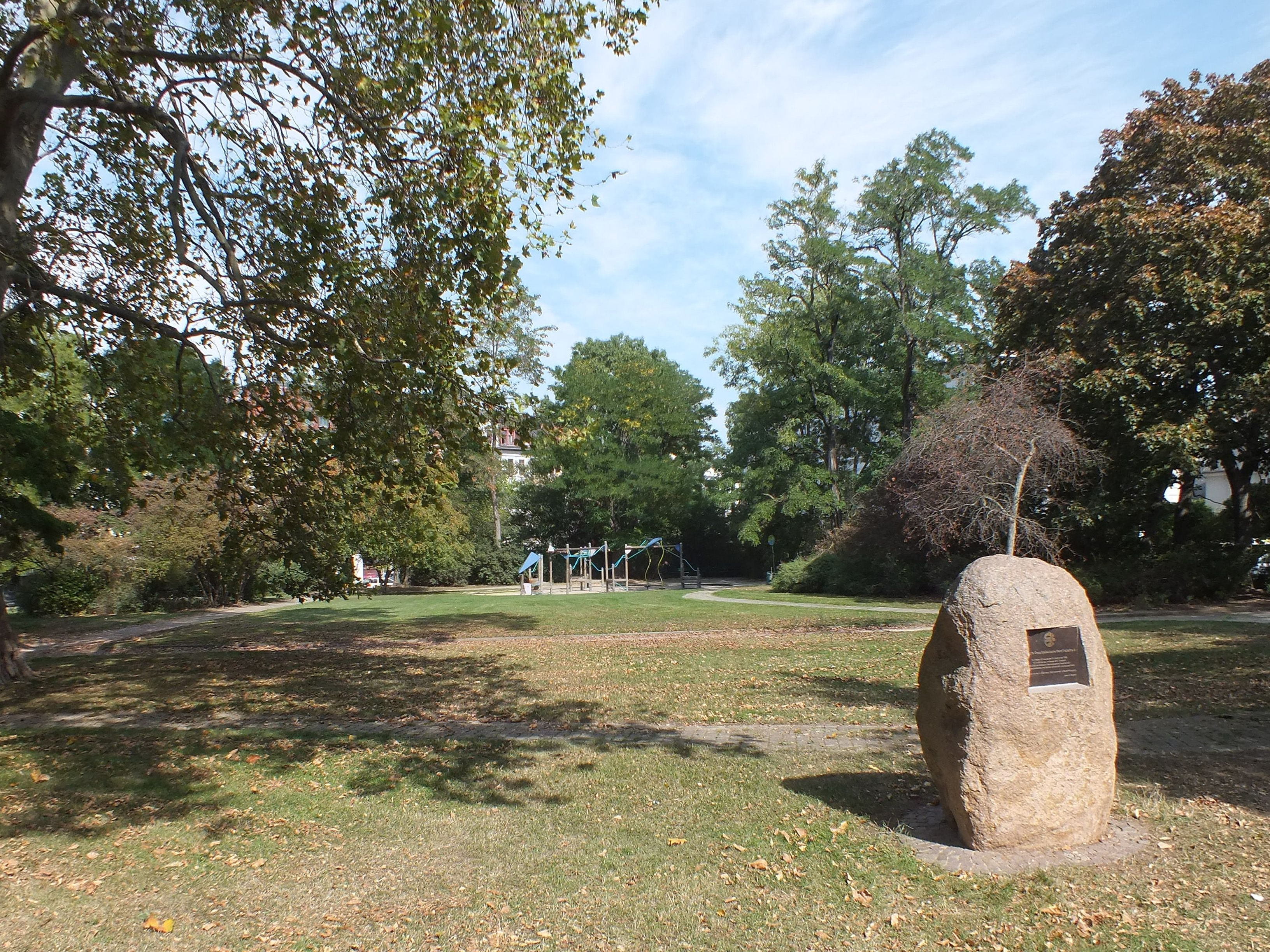
DGG-Gedenkstein (2020)

Das Wegesystem wird gebildet aus zwei geraden, sich kreuzenden Hauptwegen, einem geschwungen verlaufenden Rundweg und einer Treppenanlage mit Natursteinen an der Westseite.
Das nach den Straßen über weite Strecken durch Buschwerk getrennte Wiesengelände wird von über 60 Bäumen bestanden, für die der Plan der Stadt etwa 20 verschiedene Arten ausweist. Die ältesten von ihnen, darunter mehrere Platanen, sind um 1900 gepflanzt worden. Ein Klettergerüst und eine Sandspielfläche bilden an der Ostseite einen Kinderspielplatz. Bänke laden zum Ausruhen ein. Ein Gedenkstein an der Liebigstraße erinnert an die Gründung der Deutschen Geophysikalischen Gesellschaft (DGG) 1922 in Leipzig.

## Geschichte
Zu Beginn des 19. Jahrhunderts war aus einer ehemaligen Sandgrube auf dem Gebiet der heutigen Grünanlage ein Teich entstanden, über den erzählt wurde, dass in der Völkerschlacht hier Kanonen versenkt worden seien, daher der Name. An seiner Südseite wurde an der Waisenhaus(Liebig-)straße 1840 ein Neubau des Taubstummeninstituts errichtet. Nachdem der Teich um 1870 verfüllt worden war, entstand 1880 längs der Talstraße mit dem Giebel zur Waisenhausstraße ein größeres Gebäude für die Taubstummenanstalt. Dahinter wurde eine Grünanlage mit einem Kinderspielplatz und einem Weg von der Brüderstraße zur Liebigstraße angelegt. 1881 wurde hier ein Denkmal des Gehörlosenlehrers Samuel Heinicke (1727–1790) aufgestellt.

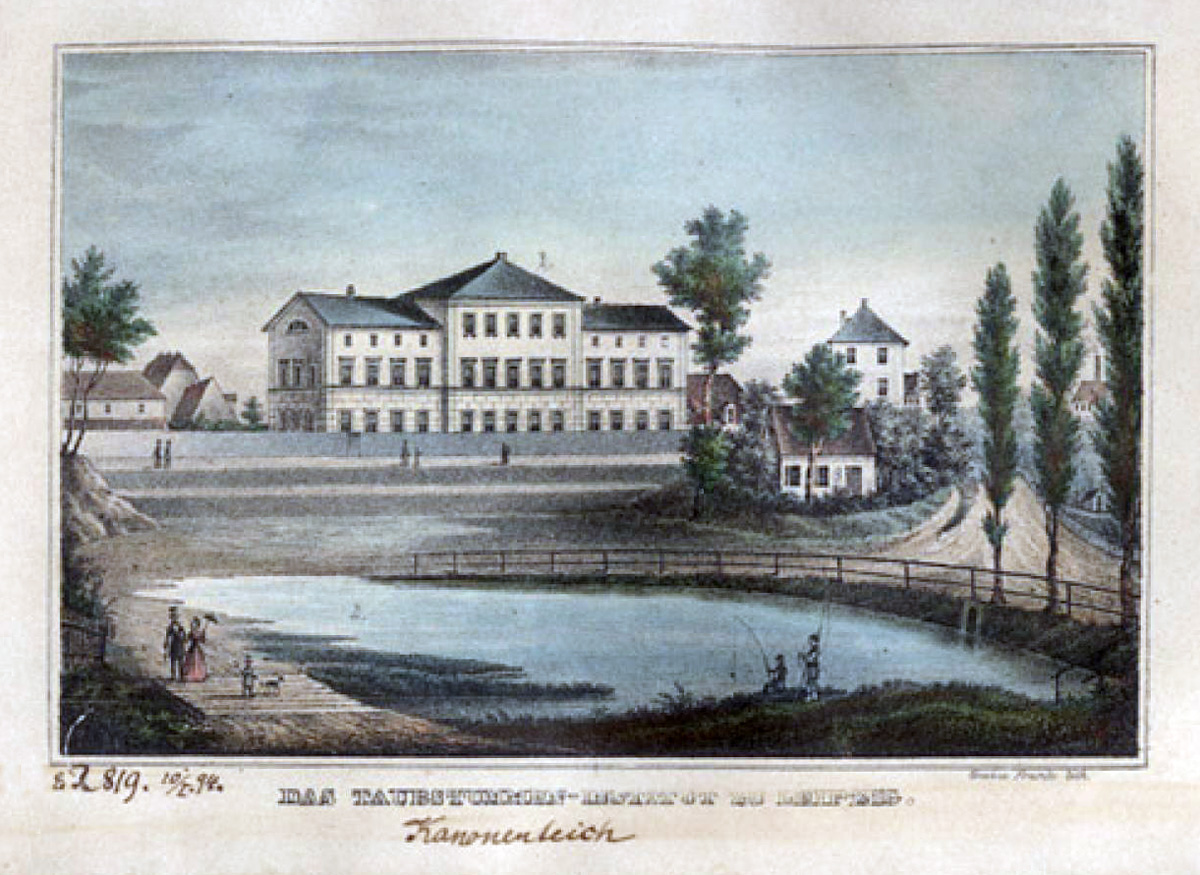
Kanonenteich mit Taubstummeninstitut von 1840
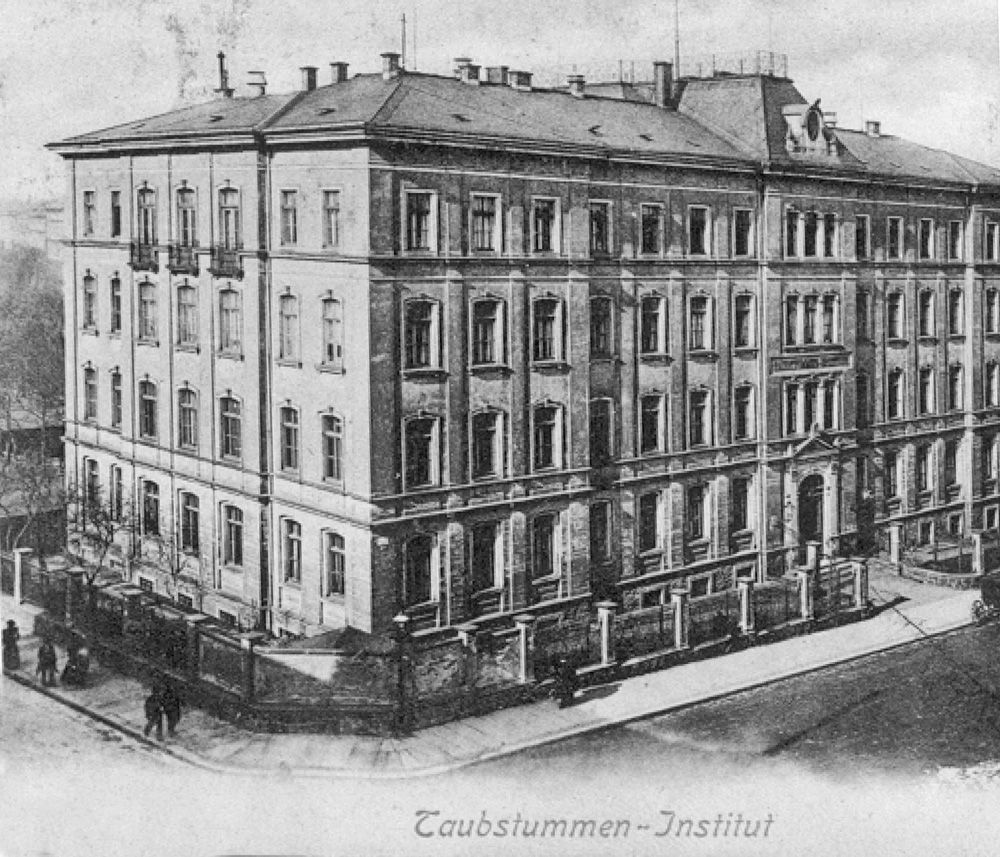
Taubstummeninstitut von 1880, später Gebäude der Universität (um 1890)
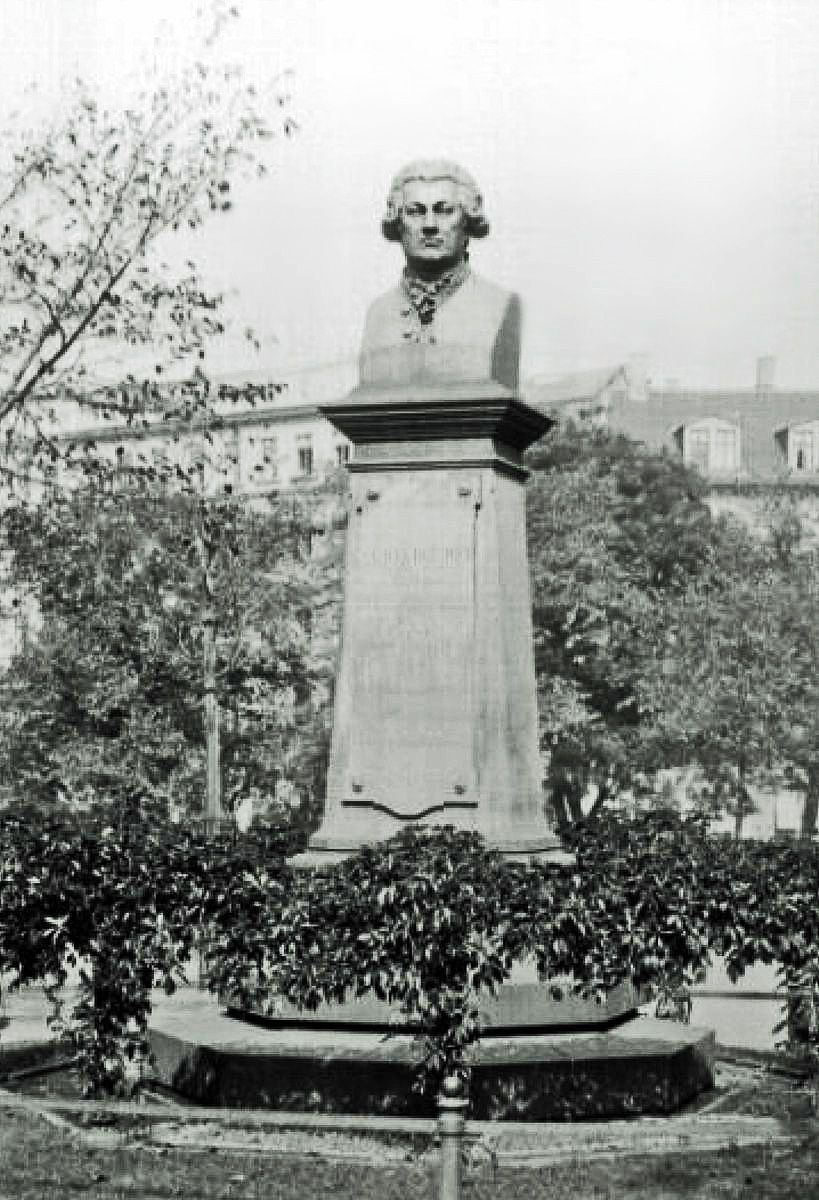
Samuel-Heinecke-Denkmal (1907)

1917 übernahm die Universität das Gebäude der Taubstummenanstalt und richtete verschiedene Institute ein, darunter das Geophysikalische Institut, in dessen Hörsaal am 19. September 1922 die Deutsche Geophysikalische Gesellschaft gegründet wurde, woran seit 2013 der oben erwähnte Gedenkstein erinnert.
Im Zweiten Weltkrieg wurde das Gebäude zerstört und nicht wieder aufgebaut sowie stattdessen die Grünanlage auf die Gesamtfläche ausgedehnt und im Zusammenhang mit dem Neubau des Anatomischen Instituts 1953 neu gestaltet. Weitere Umgestaltungen erfolgten 1956 und 1992.